# Bahnstrecke Otavi–Tsumeb
| |                   |                                           |                                           |
| Streckenlänge: | 80 km             |                                           |                                           |
| Spurweite: | 1067 mm (Kapspur) |                                           |                                           |
| |                   |                                           |                                           |
| \| \| \| Bahnstrecke Kranzberg–Otavi von Kranzberg \| \| \| \| 0 \| Otavi \| Otavi \| \| \| \| nach Grootfontein \| \| \| \| \| Ohorongo Anschlussbahnhof Zementfabrik \| \| \| \| 26 \| Korab \| Korab \| \| \| 59 \| Bobos \| Bobos \| \| \| 80 \| Tsumeb \| Tsumeb \| \| \| \| nach Oshikango \| \| \| \| \| Tsumeb-Kupfermine \| \| |                   |                                           |                                           |
| Strecke |                   | Bahnstrecke Kranzberg–Otavi von Kranzberg | Bahnstrecke Kranzberg–Otavi von Kranzberg |
| Bahnhof | 0                 | Otavi                                     | Otavi                                     |
| Abzweig geradeaus und nach rechts |                   | nach Grootfontein                         | nach Grootfontein                         |
| Dienststation / Betriebs- oder Güterbahnhof |                   | Ohorongo Anschlussbahnhof Zementfabrik    | Ohorongo Anschlussbahnhof Zementfabrik    |
| Haltepunkt / Haltestelle | 26                | Korab                                     | Korab                                     |
| Haltepunkt / Haltestelle | 59                | Bobos                                     | Bobos                                     |
| Bahnhof | 80                | Tsumeb                                    | Tsumeb                                    |
| Abzweig ehemals geradeaus und nach links |                   | nach Oshikango                            | nach Oshikango                            |
| Kopfbahnhof Streckenende (Strecke außer Betrieb) |                   | Tsumeb-Kupfermine                         | Tsumeb-Kupfermine                         |

Die Bahnstrecke Otavi–Tsumeb in Namibia ist Teil der historischen Otavibahn und verbindet heutzutage die nordnamibischen Ortschaften Otavi und Tsumeb.
Ab 1958 wurde die Otavibahn nördlich von Usakos schrittweise von 600 mm auf 1067 mm umgespurt, wobei die Trasse überwiegend neu angelegt wurde, damit der Verkehr während der Bauarbeiten auf der bestehenden nicht unterbrochen werden musste. Die neue Strecke wurde offiziell am 29. Januar 1961 eingeweiht, die Gleisanlagen der alten Strecke waren bis zum Februar 1962 abgerissen. Seit der Unabhängigkeit Namibias wird die Strecke von der TransNamib betrieben.
Auf dem Streckenabschnitt zwischen Otavi und Tsumeb zweigt ein 3,2 Kilometer langes Privatanschlussgleis zur Zementfabrik Ohorongo ab, das 2011 fertiggestellt wurde. Über das Gleis werden Kohle zum Werk und Zement vom Werk transportiert. Der Verschub erfolgt mittels eines Zweiwegefahrzeugs des Unternehmens.
Die Sanierung der Eisenbahnstrecke durch D&M Rail Construction wurde im März 2019 nach knapp zwei Jahren abgeschlossen. Die Strecke erlaubt nun eine Höchstgeschwindigkeit von 100 km/h.